# Barbazan
Barbazan (okcitansko Barbasan) je zdraviliško naselje in občina v južnem francoskem departmaju Haute-Garonne regije Jug-Pireneji. Leta 2008 je naselje imelo 448 prebivalcev.

## Geografija
Naselje leži v pokrajini Comminges 13 km jugozahodno od Saint-Gaudensa.

## Uprava
Barbazan je sedež istoimenskega kantona, v katerega so poleg njegove vključene še občine Antichan-de-Frontignes, Ardiège, Bagiry, Cier-de-Rivière, Frontignan-de-Comminges, Galié, Génos, Gourdan-Polignan, Huos, Labroquère, Lourde, Luscan, Malvezie, Martres-de-Rivière, Mont-de-Galié, Ore, Payssous, Pointis-de-Rivière, Saint-Bertrand-de-Comminges, Saint-Pé-d'Ardet, Sauveterre-de-Comminges, Seilhan in Valcabrère s 6.228 prebivalci.
Kanton Barbazan je sestavni del okrožja Saint-Gaudens.